# Tierpark Berlin

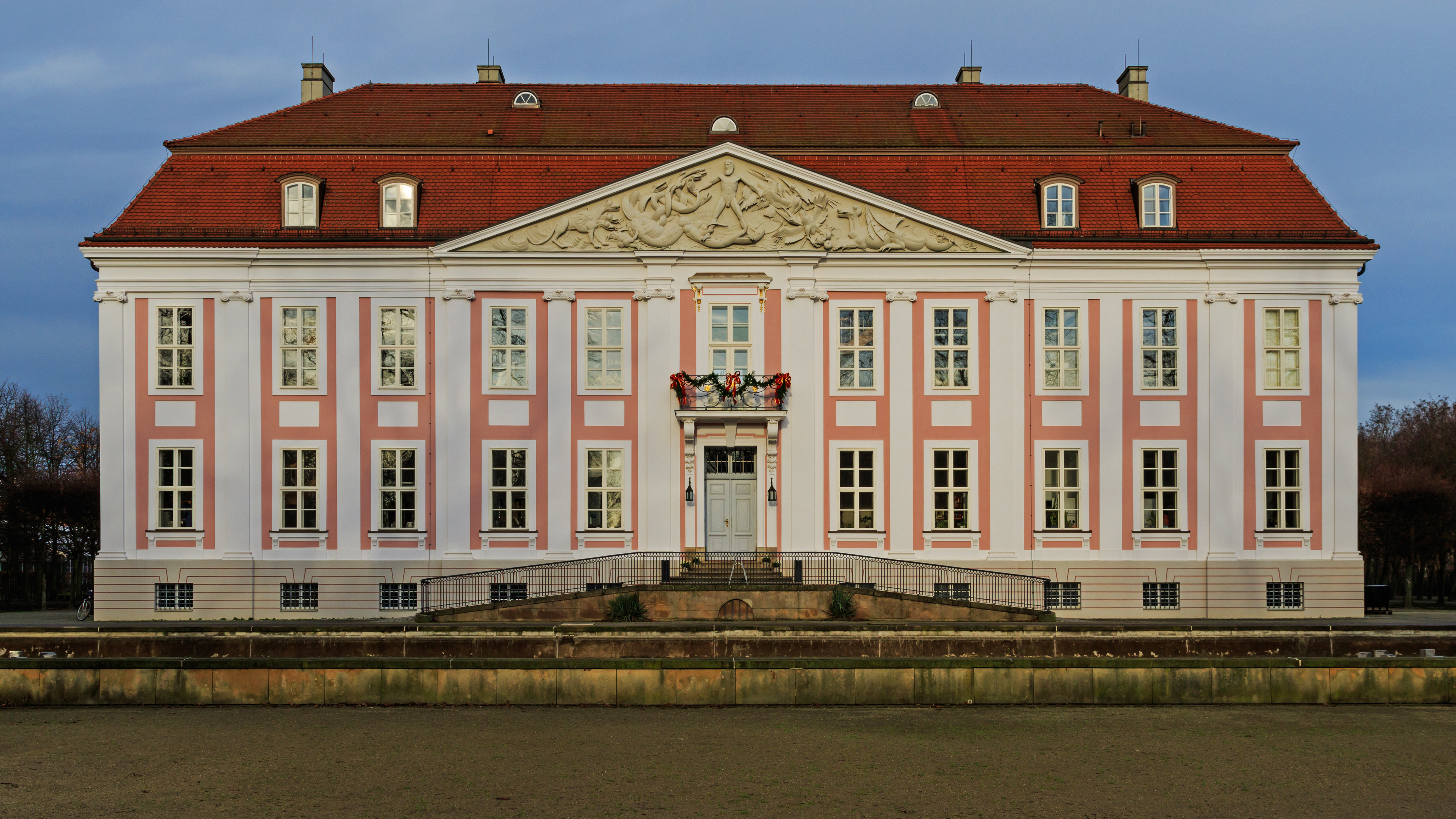
Palacio de Friedrichsfelde, en el corazón del zoológico.

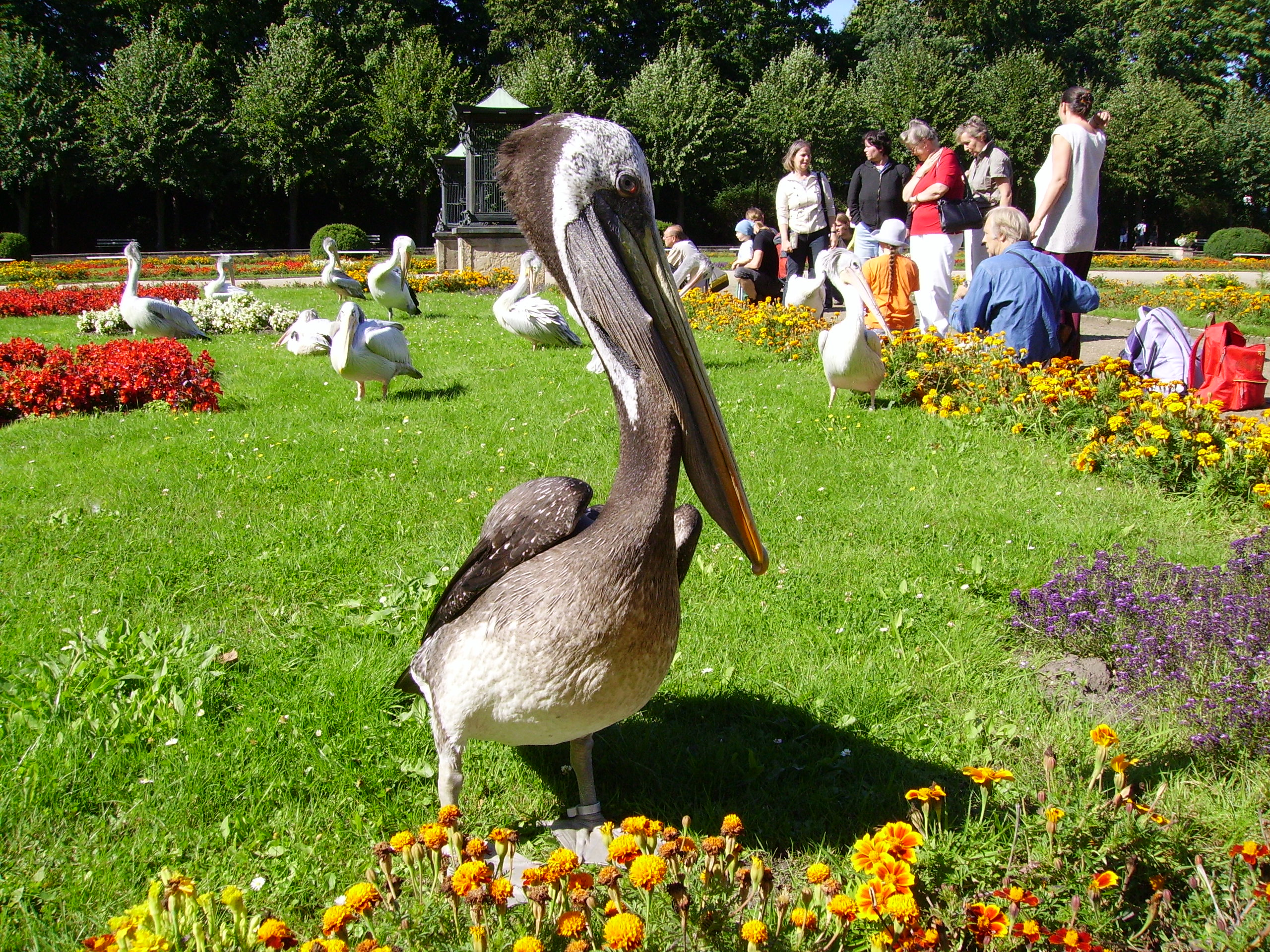
Pelícanos en el zoológico

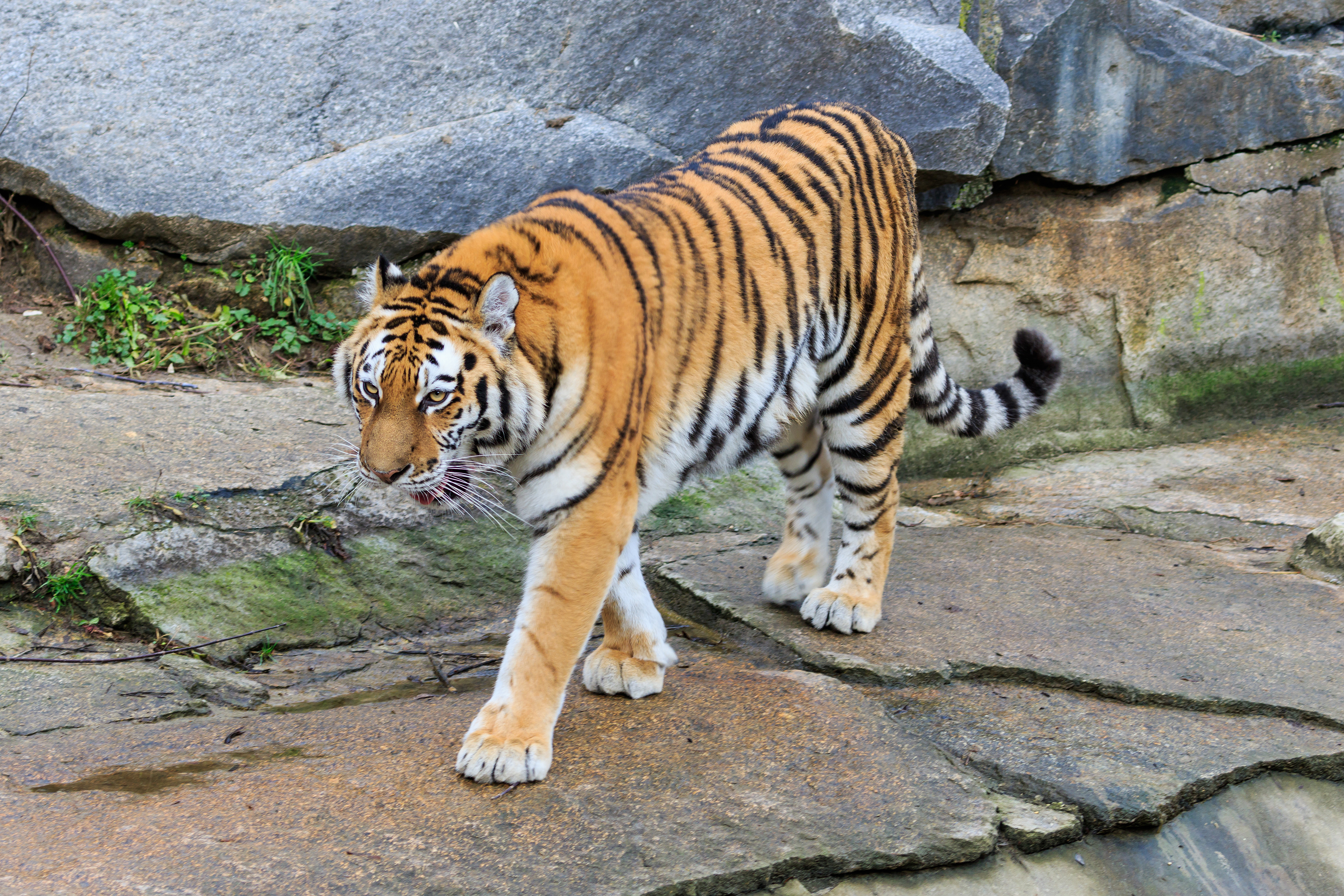
Tigre siberiano en el zoológico.

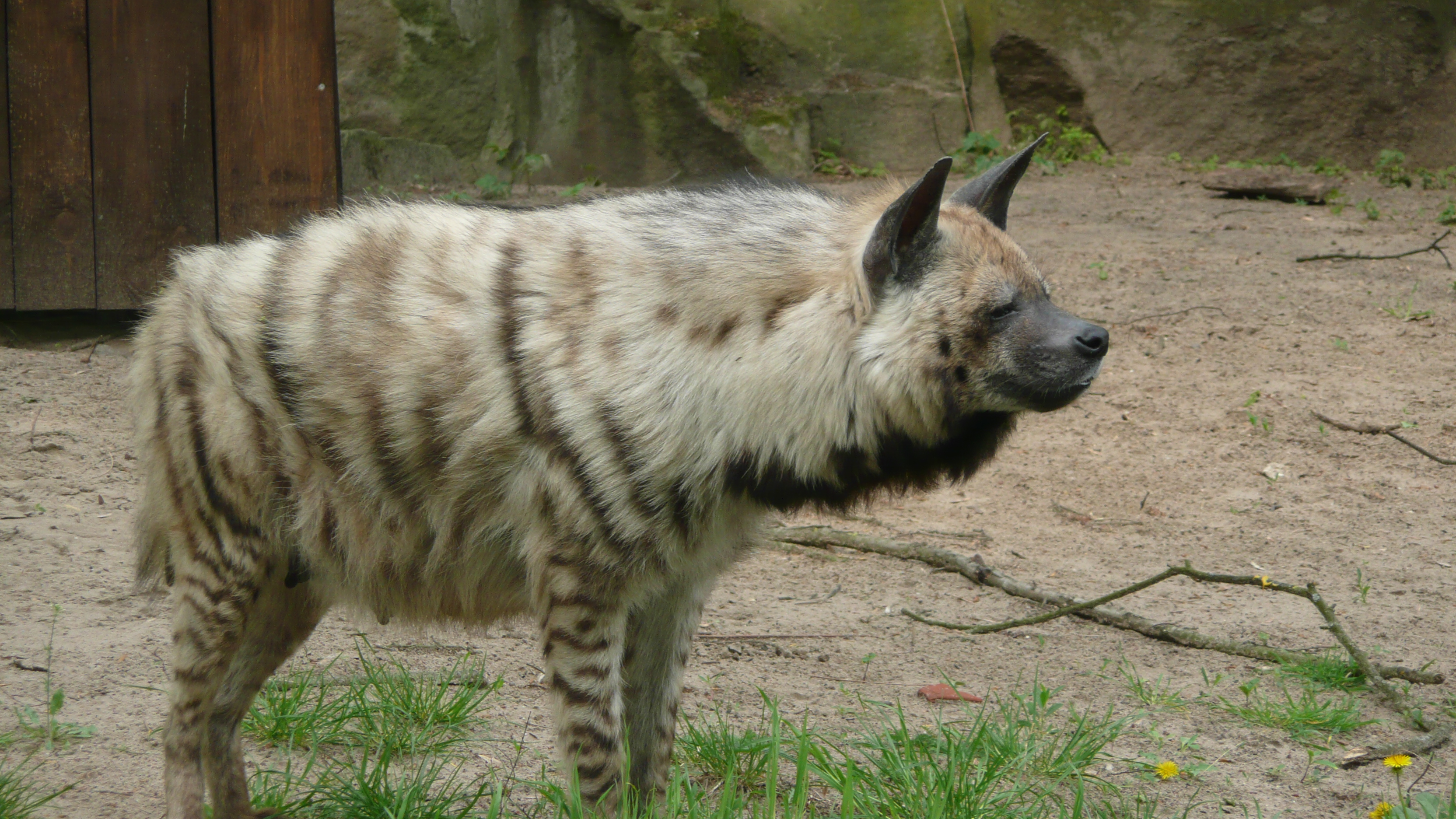
Hiena rayada en el zoológico.

El Tierpark Berlin es uno de los dos zoológicos ubicados en Berlín, Alemania. Fue fundada en 1955 y se encuentra en Friedrichsfelde, en los antiguos terrenos del Palacio de Friedrichsfelde, que se encuentra dentro del zoológico. Al 31 de diciembre de 2013, el zoológico albergaba 7250 animales de 846 especies, en un área de 160 hectáreas (400 acres). Tierpark Berlin también cuenta con dos exhibiciones públicas gratuitas, una de ellas es Bärenschaufenster para osos negros americanos.
Tierpark Berlin es miembro de la Asociación Europea de Zoos y Acuarios (EAZA) y participa en unos 120 programas de reproducción (EEP). Mantiene los libros genealógicos internacionales para especies en peligro de extinción como ciervos y asnos salvajes de Asia y África, así como el libro de estudios europeo para pequeños cormoranes. El zoológico participa además en intentos de reintroducir especies en áreas donde se han puesto en peligro o se han extinguido y apoya financieramente proyectos seleccionados in situ para la protección de hábitats naturales.

## Historia
Fundada en 1955, originalmente se estableció como una contraparte del famoso Jardín Zoológico de Berlín, que estaba ubicado en lo que entonces era Berlín Occidental y pronto estaría fuera del alcance de los residentes del antiguo sector oriental. Los recintos iniciales de los osos presentaban rocas naturales y cascadas artificiales, mientras que los grandes potreros rodeados de árboles y canales viejos fueron diseñados para camellos y bisontes. En los años y décadas siguientes, se agregaron otras exhibiciones, aviarios y edificios más grandes para albergar una selección de carnívoros, ungulados, reptiles y aves, así como primates, incluidos los grandes simios. Un gran edificio para elefantes y otros.los paquidermos se completaron pocos años antes de que se reunificaran el este y el oeste de Berlín.
A pesar de las serias discusiones sobre un posible cierre del parque, en la década de 1990 se produjo un proceso para reemplazar estructuras improvisadas o dañadas, así como para ampliar el zoológico con nuevas áreas para ungulados y primates africanos, así como especies de regiones alpinas de Asia y Europa. Al mismo tiempo, Berlin Tierpark, que ahora fue designado para complementar el Jardín Zoológico de Berlín, tuvo que renunciar a algunas especies como los grandes monos. En los últimos años, el zoológico se ha hecho famoso por su exitoso programa de cría de elefantes. También es uno de los pocos zoológicos de Europa occidental que alberga varias manadas grandes de ungulados, incluidas algunas especies raramente mantenidas como el muskoxen y el takin.. Debido a los desafíos económicos, Berlin Tierpark recientemente emitió un nuevo plan maestro que identifica una serie de atracciones e ingresos potenciales, aunque la financiación de los proyectos propuestos no está clara.[cita requerida]

## Estadísticas
| Animales      | Número | Especies |
| ------------- | ------ | -------- |
| Mamíferos     | 1,283  | 199      |
| Aves          | 2380   | 356      |
| Reptiles      | 508    | 103      |
| Batracios     | 55     | 3        |
| Peces         | 938    | 106      |
| Invertebrados | 2086   | 79       |
| Total (2013)  | 7250   | 846      |

## Directores
El primer director (1955–1990) del Tierpark Berlin-Friedrichsfelde, Heinrich Dathe, fue un científico muy conocido. Editó 5 revistas científicas y escribió más de 1,000 artículos y libros científicos y populares. Fue sucedido por Bernhard Blaszkiewitz.